# Oberneukirchen
Oberneukirchen ist eine Marktgemeinde in Oberösterreich im Bezirk Urfahr-Umgebung im oberen Mühlviertel mit 3229 Einwohnern (Stand 1. Jänner 2024).

## Geografie
Oberneukirchen liegt auf 774 m Höhe im oberen Mühlviertel. Die Gemeinde gehörte bis 2012 zum Gerichtsbezirk Leonfelden und ist seit dem 1. Jänner 2013 Teil des Gerichtsbezirks Rohrbach. Die Ausdehnung beträgt von Nord nach Süd 10,9 und von West nach Ost 6,4 Kilometer. Die Gesamtfläche umfasst 34,56 Quadratkilometer.

### Gemeindegliederung
Das Gemeindegebiet umfasst folgende Ortschaften (in Klammern Einwohnerzahl Stand 1. Jänner 2024):
- Amesschlag (96)
- Froschau (113)
- Fuchsgraben (70)
- Höf (117)
- In der Au (30)
- Kleintraberg (19)
- Königsberg (41)
- Königsdorf (33)
- Lobenstein (189)
- Mitterfeld (130)
- Oberneukirchen (1186)
- Oberwaldschlag (93)
- Punzing (86)
- Reindlsedt (60)
- Schaffetschlag (128)
- Schallenberg (10)
- Schauerschlag (42)
- Teichfeld (39)
- Traberg (366)
- Unterbrunnwald (7)
- Unterwaldschlag (110)
- Waxenberg (236)
- Wögersdorf (28)

### Nachbargemeinden
| Helfenberg              | Vorderweißenbach                            | Bad Leonfelden     |
| Sankt Veit im Mühlkreis | Kompassrose, die auf Nachbargemeinden zeigt | Zwettl an der Rodl |
| Herzogsdorf             | Eidenberg                                   |                    |

## Geschichte
Ursprünglich im Ostteil des Herzogtums Bayern liegend, gehörte der Ort seit dem 13. Jahrhundert zum Herzogtum Österreich. Seit 1490 wird er dem Fürstentum Österreich ob der Enns zugerechnet.
Das siedlungsmäßige und schließlich dörfliche Leben dürfte im Bereich der Gemeinde Oberneukirchen vermutlich im 12. Jahrhundert begonnen haben. Die Ausbreitung und Besiedlung der Waldrodungsflächen und die religiöse Betreuung der Ansiedler machten bald einen Kapellen- bzw. Kirchenbau erforderlich. Nach Behauptungen früherer Geschichtsforscher bestand zuerst eine „Kapelle zur hl. Maria und Ottilia“ (1292), dann eine „Kapelle zur Ehre der hl. Cäcilia“ (1475) und schließlich (die damals natürlich kleinere) Anfangsform der 1899–1901 zu ihrer Gegenwartsgestalt vergrößerten Jakobus-Pfarrkirche.
Im Jahre 1220 kam die Herrschaft Waxenberg, zu der dieses Gebiet gehörte, an die österreichischen Babenberger-Herzöge. 1242 schenke Friedrich II. der Streitbare die Großpfarre Gramastetten (und damit auch das Gebiet von Oberneukirchen) dem Stifte Wilhering. Am 28. November 1292 wurde Oberneukirchen eine Filialpfarre von Leonfelden. In dieser Urkunde wurde der Ort zum ersten Mal als Newnkhirchen (Neukirchen) erwähnt. Erst in der zweiten Hälfte des 14. Jahrhunderts bürgert sich der Name Oberneukirchen ein, um den Markt von den anderen Neukirchen (Gallneukirchen, Pabneukirchen sowie Niederneukirchen im Bezirk Linz Land) eindeutig zu unterscheiden.
1356 erscheint Neukirchen als Markt im sogenannten Wallseer Teilungsvertrag.
Die Schule von Oberneukirchen wurde erstmals im Jahre 1522 erwähnt. 
Am 4. Februar 1560 erfolgte die Verleihung des Marktwappens durch Kaiser Ferdinand I.
Schon um 1500 dienten die Landwirtschaft und das Webereigewerbe als Haupteinkommensquellen. Sehr bedeutsam war auch der Handel mit Flachs und Leinen, aber auch mit Holz, Wein und Salz.
1595 wurde Oberneukirchen eine selbstständige Pfarre; 1589 wurde ein Bürgerspital errichtet.
Während der Napoleonischen Kriege war der Ort mehrfach besetzt.
Die Jahre 1809 (Invasion französischer Truppen), 1864 (Markt) und 1911 (Galgenbühel) waren durch große Brände gekennzeichnet, wodurch viele Gebäude vernichtet wurden.
Am 1. November 1938 erfolgte die Vereinigung der Gemeinden Oberneukirchen, Waxenberg und Waldschlag zur Marktgemeinde Oberneukirchen.

### Einwohnerentwicklung
Die starke Zunahme der Bevölkerungszahl von 2001 bis 2011 erfolgte, da sowohl die Geburtenbilanz als auch die Wanderungsbilanz positiv waren.

## Kultur und Sehenswürdigkeiten

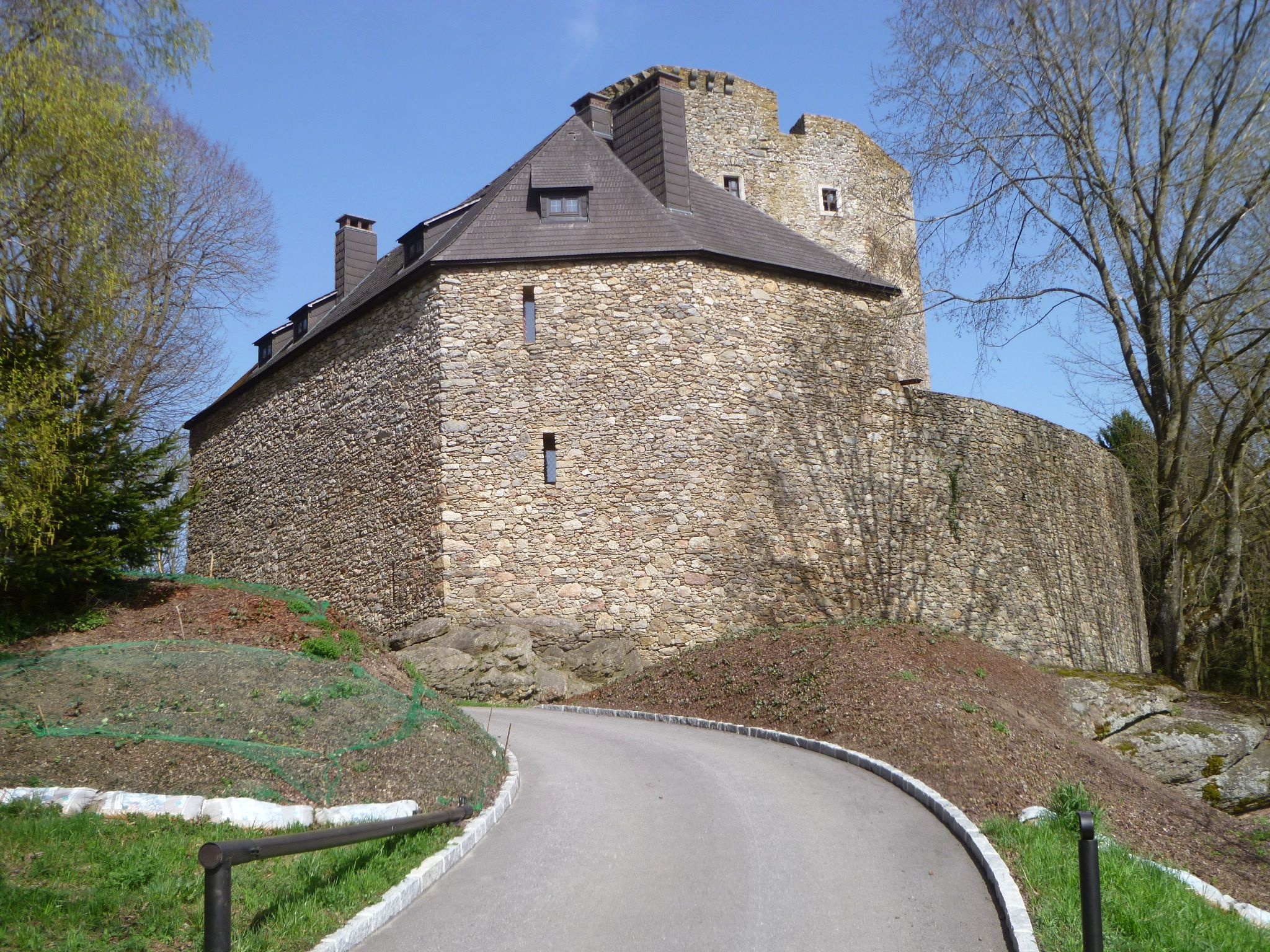
Burgruine Lobenstein

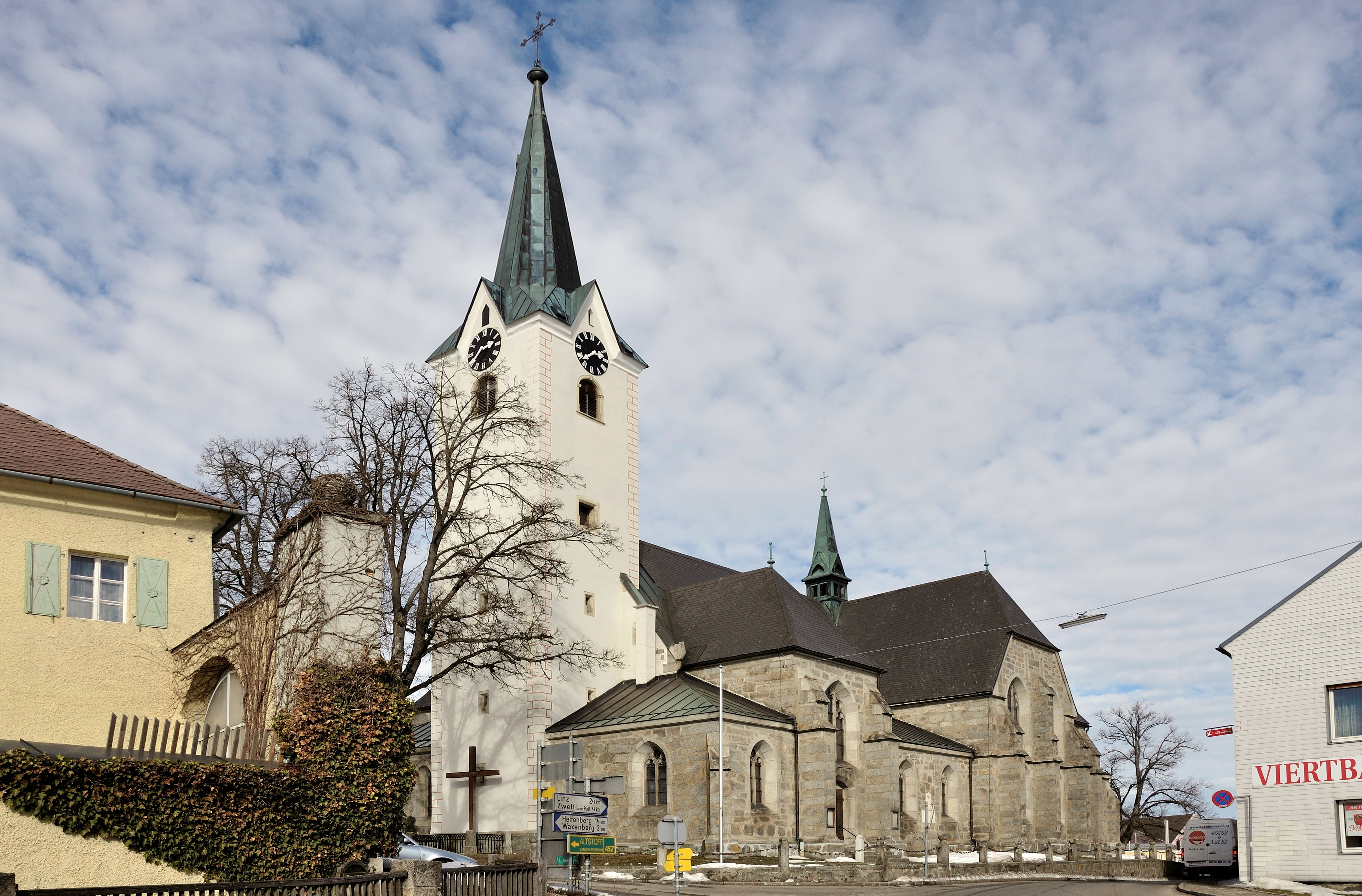
Pfarrkirche Oberneukirchen

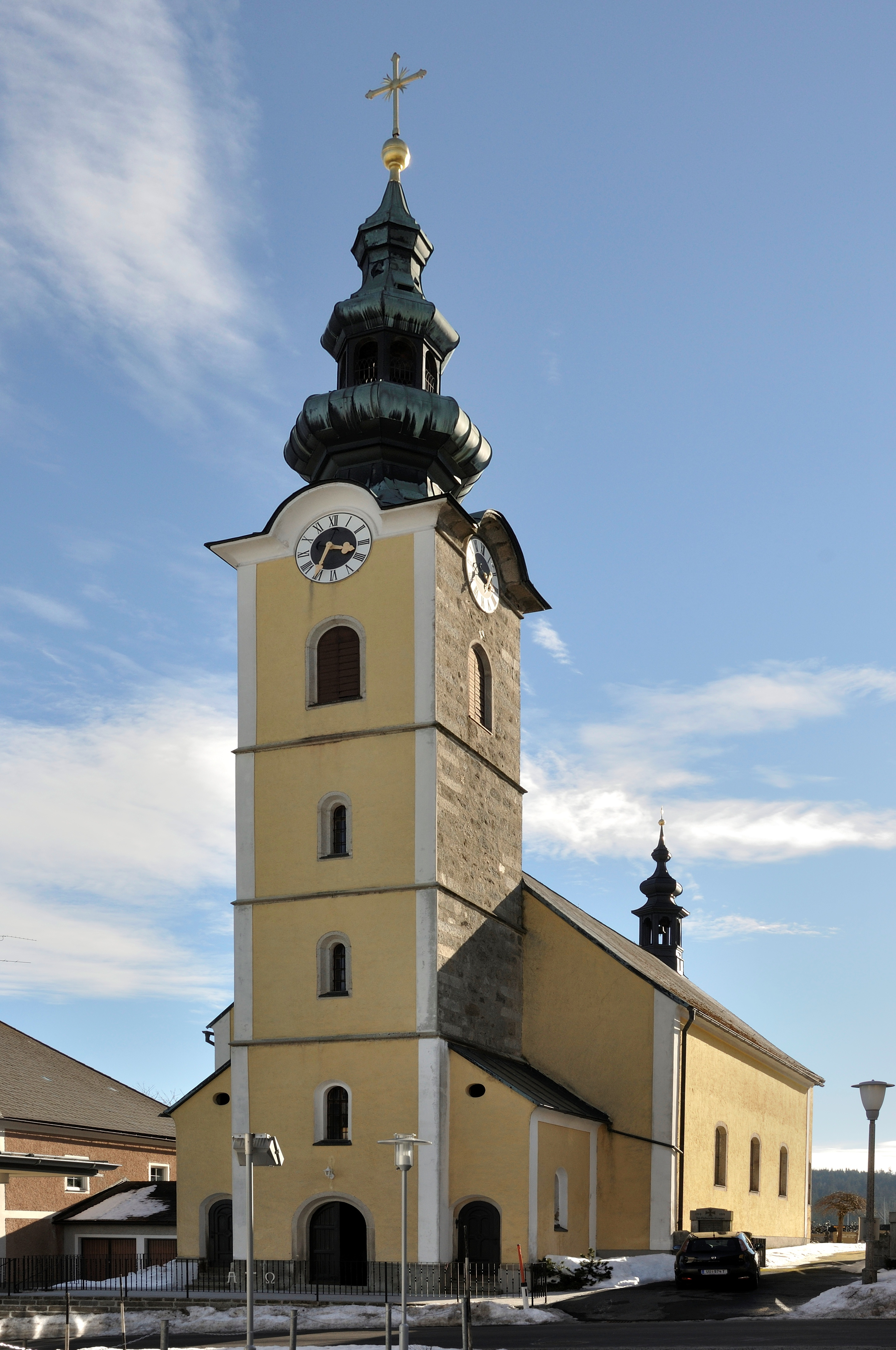
Pfarrkirche Traberg

- Burgruine Waxenberg: Eine Ruine aus dem 13. Jahrhundert, die oberhalb des Ortsteils Waxenberg steht. Der Bergfried kann bestiegen werden und bietet eine schöne Aussicht.
- Schloss Waxenberg mit der Pfarrkirche Waxenberg: Ein ehemaliges Schloss aus dem 17. Jahrhundert unterhalb der Ruine Waxenberg.
- Burgruine Lobenstein: Eine Ruine aus dem 13. Jahrhundert die ab 1562 verfiel. Seit 1981 wird die Ruine erhalten und renoviert
- Katholische Pfarrkirche Oberneukirchen hl. Jakobus der Ältere
- Katholische Pfarrkirche Traberg hl. Josef der Arbeiter

### Musik
Die Gemeinde Oberneukirchen beherbergt zwei Blasmusikkapellen. Für die musikalische Untermalung vieler festlicher Anlässe in Oberneukirchen sorgt der Musikverein Oberneukirchen. Im acht Kilometer entfernten Traberg gibt es ebenfalls eine Blasmusikkapelle, den Musikverein Traberg.

### Regelmäßige Veranstaltungen
Der „Schnopfistadel“ ist ein kultureller Treffpunkt für zahlreiche Veranstaltungen. Die Theatergruppe Traberg veranstaltet seit 2013 in der Faschingszeit eine Faschingssitzung. Seit 2014 wird diese im 2-Jahres-Rhythmus abwechselnd mit dem Ball des Musikvereins Traberg abgehalten.
Im Sommer veranstaltet die FF Amesschlag ein großes Feuerwehr-Zeltfest.

## Wirtschaft und Infrastruktur

### Wirtschaftssektoren
In Oberneukirchen gibt es 152 land- und forstwirtschaftliche Betriebe, davon sind 63 Haupterwerbsbetriebe (Stand 2010). Im sekundären Wirtschaftssektor beschäftigen 43 Betriebe 472 Personen vor allem im Bau (342) und mit der Herstellung von Waren (118). Der tertiäre Sektor beschäftigt 434 Menschen in 138 Betrieben. Der Schwerpunkt sind hier soziale und öffentliche Dienste sowie der Handel (Stand 2011),

### Verkehr
Oberneukirchen ist über die Waxenberg Bezirksstraße von Zwettl an der Rodl aus erreichbar, wo die Leonfeldener Straße (B126) durchführt, wo mit Linz in etwa 20 Minuten und Budweis in etwa 60 Minuten erreichbar sind.
Durch das Gemeindegebiet verlaufen noch die Hansberg Landstraße von Helfenberg über Gramastetten nach Linz-Urfahr, die Schallenberg Bezirksstraße und die Brunnwald Bezirksstraße.

### Feuerwehr
Im Gemeindegebiet gibt es fünf Freiwillige Feuerwehren (FF)
- FF Amesschlag bei Oberneukirchen
- FF Oberneukirchen
- FF Traberg
- FF Waldschlag
- FF Waxenberg[7]

### Polizei und Rettung
Die Polizeiinspektion am Marktplatz wurde vor einigen Jahren geschlossen. Die nächsten Polizeiinspektionen befinden sich in Bad Leonfelden, Hellmonsödt und Helfenberg.
Die nächsten Rotkreuz-Stützpunkte sind in Bad Leonfelden, St. Veit im Mühlkreis, Kirchschlag bei Linz und Helfenberg. Zudem befindet sich in Zwettl an der Rodl ein Notarztstützpunkt.

## Politik

### Gemeinderat
Der Gemeinderat hat 25 Mitglieder.
- Mit den Gemeinderats- und Bürgermeisterwahlen in Oberösterreich 1997 hatte der Gemeinderat folgende Verteilung: 17 ÖVP, 4 SPÖ, 3 FPÖ und 1 Sonstige.[8]
- Mit den Gemeinderats- und Bürgermeisterwahlen in Oberösterreich 2003 hatte der Gemeinderat folgende Verteilung: 16 ÖVP, 6 SPÖ, 1 FPÖ und 2 Sonstige.[9]
- Mit den Gemeinderats- und Bürgermeisterwahlen in Oberösterreich 2009 hatte der Gemeinderat folgende Verteilung: 17 ÖVP, 5 SPÖ, 2 GRÜNE und 1 FPÖ.[10]
- Mit den Gemeinderats- und Bürgermeisterwahlen in Oberösterreich 2015 hatte der Gemeinderat folgende Verteilung: 18 ÖVP, 3 FPÖ, 2 GRÜNE und 2 SPÖ.[11]
- Mit den Gemeinderats- und Bürgermeisterwahlen in Oberösterreich 2021 hat der Gemeinderat folgende Verteilung: 17 ÖVP, 3 GRÜNE, 3 SPÖ und 2 FPÖ.[12][13]

### Bürgermeister
Bürgermeister seit 1850 waren:
- 1850–1861 Carl Fürlinger
- 1861–1867 Ferdinand Simader
- 1867–1882 Carl Führlinger
- 1882–1883 Anton Kastner
- 1883–1888 Johann Mascher
- 1888–1894 Johann Abascher
- 1894–1904 Anton Neumüller
- 1804–1919 Ludwig Enzenhofer
- 1919–1929 Franz Kafka
- 1929–1938 Johann Preining
- 1938–1942 Wilhelm Dunzendorfer
- 1942–1945 Alois Viertbauer
- 1945–1955 Johann Haider
- 1955–1973 Franz Preining
- 1973–1995 Rudolf Rathgeb
- 1995–2013 Josef Ehrenmüller (ÖVP)
- seit 2013 Josef Rathgeb (ÖVP)

### Wappen
Blasonierung:
„In Rot ein silbernes Osterlamm, den Kopf mit goldenem Nimbus umgeben, im rechten Vorderbein einen goldenen, schräglinks gestellten Kreuzstab mit einer silbernen, zweizipfligen, flatternden Fahne haltend.“

## Persönlichkeiten

### Ehrenbürger der Gemeinde
- Malachias Birklbauer (1893–1969), Pfarrer und Mundartdichter
- Otto Deßl, Pfarrer
- Fritz Rosenauer, Primarius und Dozent
- Karl-Albert Eckmayr (* 1934), ehemaliger österreichischer Politiker (ÖVP), Landeshauptmann-Stellvertreter und Abgeordneter zum Oberösterreichischen Landtag
- Franz Preining (1900–1987), ehem. Bürgermeister von Oberneukirchen, Träger des Goldenen Verdienstzeichens der Republik Österreich
- Rudolf Rathgeb (* 1939), ehem. Bürgermeister von Oberneukirchen

### Söhne und Töchter der Gemeinde
- Johann Nepomuk Mayrhofer (1764–1832), Maler
- Hans Schnopfhagen (1845–1908), Komponist der oberösterreichischen Landeshymne Hoamatgsang
- Franz Schnopfhagen (1848–1925), Psychiater
- Albrecht Dunzendorfer (1907–1980), oberösterreichischer Maler
- Siegfried Führlinger (* 1938), Violist des Wiener Streichsextetts
- Herwig Strobl (1940–2019), Musiker, Schriftsteller und Komponist
- Hans Haider (* 1942), Manager, ehemaliger Verbund-Chef
- Heinz Prammer (* 1950), Dirigent, Komponist und Kulturmanager
- Peter Friedl (* 1960), Konzeptkünstler